# Wickelverbindung

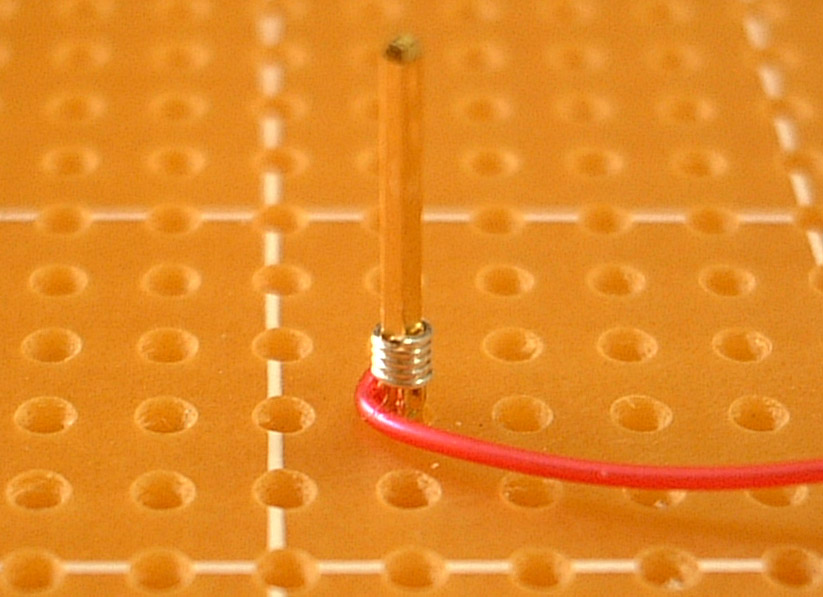
Nahaufnahme einer Wrapverbindung

Der Begriff Wickelverbindung oder Wickeltechnik (auch Drahtwickelverbindung, Drahtumwicklung; engl. wire-wrap connection, folglich oft Wire-Wrap-Verbindung, oder wrapped joint) bezeichnet eine elektrische Verbindungstechnik mittels Kaltverschweißung, die u. a. bei elektronischen Baugruppen, hauptsächlich im Bereich der Fernmeldetechnik im Bereich von Telefonanlagen und der Kraftwerksleittechnik, verwendet wird. Bis Anfang der 1990er Jahre wurde die Wickeltechnik, ähnlich wie die Fädeltechnik, auch zum Aufbau elektronischer Schaltungen wie Computeranlagen und für Prototypen von Einplatinencomputern verwendet – in diesem Bereich wurde sie aufgrund der ungünstigen Hochfrequenzeigenschaften bei hohen Taktfrequenzen weitgehend durch gelötete Leiterplatten und SMD-Bauelemente abgelöst.

## Allgemeines

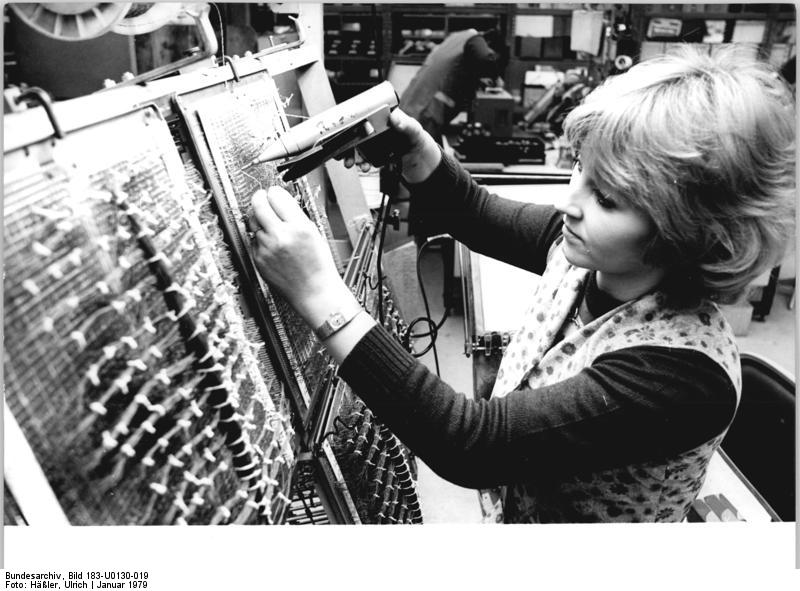
Herstellung von Wickelverbindungen (1979)

Eine Einzelader aus Volldraht (Leiterdurchmesser zwischen 0,2 und 0,8 mm) wird mit einem meist motorisch angetriebenen Wickeldorn (Elektro-Handwerkzeug, Wickelpistole) um einen scharfkantigen Wickelstift mit quadratischem oder rechteckigem Querschnitt gewickelt. Der hohe Anpressdruck sorgt an den Stiftkanten durch Kaltverschweißung für oxidfreie, gasdichte Kontaktstellen. Für eine einwandfreie Verbindung sind mindestens vier Windungen erforderlich. Als Stiftquerschnitt sind 0,6 × 0,6 mm bis 1 × 1 mm üblich. Die Stiftlänge ist meist für zwei bis drei Wickel (also zwei bis drei Adern) übereinander bemessen und beträgt bis 50 mm. Üblich ist, dass zu Beginn zwei Windungen isolierten Drahtes mit um den Stift gewickelt wird, ehe das blanke Kupfer kommt. Das soll bewirken, dass mechanische Erschütterungen abgefedert werden und der Draht bei Schwingungsbelastung nicht bricht.
Die Verbindung lässt sich praktisch nur mit dem Entdrahtungswerkzeug (einem speziellen Dorn mit einer hohlen Kralle oder Hohlwendel) wieder lösen, weil der Draht mikroverschweißt und kaltverfestigt ist. Der Pfosten ist nach dem Lösen nicht mehr so scharfkantig, so dass eine neue Verbindung an diesem Pfosten nicht mehr so zuverlässig ist. Der abgewickelte Draht kann zwar nach dem Richten der Ader wieder neu auf einen anderen Pfosten gewickelt werden, aufgrund der Kaltverfestigung durch zweimaliges Verformen ist der Draht nun jedoch bruchgefährdet. Diese Verbindungen sind daher unzuverlässiger.

## Anwendungsbeispiele

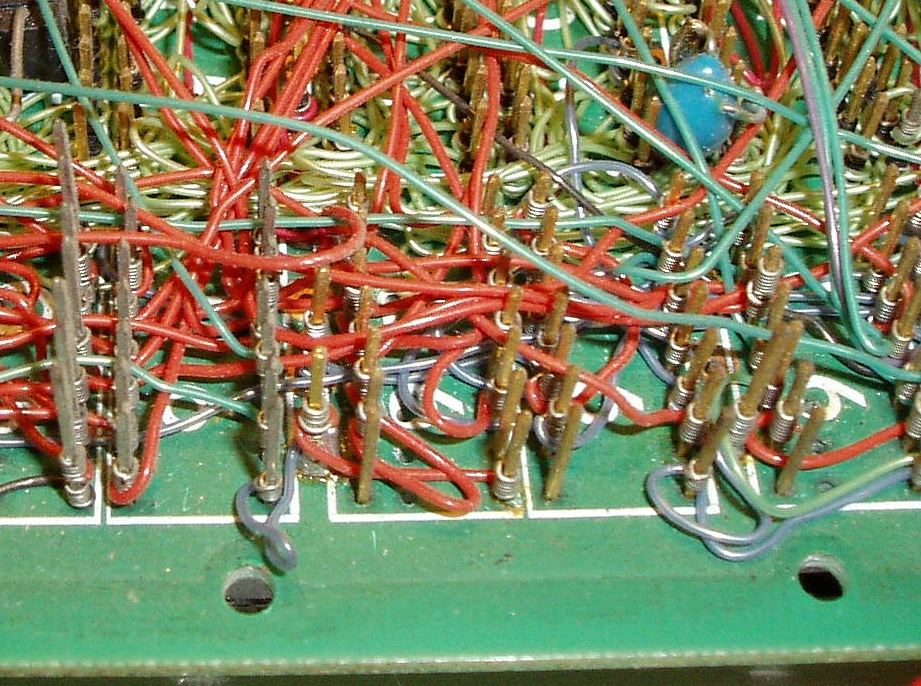
Drahtgewickelte Platine eines Computers mit Z80-Prozessor; 1977; Detail

Die Wickelverbindungstechnik wurde 1973 in Deutschland bei der damaligen Deutschen Bundespost (DBP) eingeführt, um Verbindungen am Verteiler von NF-Verstärkerstellen und 2-MBit-Verteilern herzustellen. Mit einer speziellen Wickelpistole wurden die Drähte auf richtige Länge geschnitten, abisoliert und lötfrei durch einen Drahtwickel auf dem Anschlussstift aufgebracht. Die Bestimmung des richtigen Wickeleinsatzes für die vorhandene Drahtstärke wird anhand der Bezeichnung AWG (American Wire Gauge), z. B. AWG 26, vorgenommen.
Diese Technik ist weiterhin (Stand 2011) in älteren Vermittlungsstellen aus den 1990er Jahren im Einsatz, wird aber im Rahmen von Neubaumaßnahmen und Abschaltungen, soweit es 2-MBit-Verbindungen betrifft, durch LSA-Technik ersetzt.
Die Steuerungscomputer des Apollo-Programms (Apollo Guidance Computer) waren in Wickelverbindungstechnik gefertigt, die danach noch mit Epoxidharz vergossen wurden. Grund war die gegenüber dem Löten deutlich höhere Zuverlässigkeit.
Wickeltechnik wurde auch bei der Rückseitenverdrahtung der Trägerplatine (Backplane) von Steckverbindern für Steckkarten in Geräten und frühen Computern angewendet. Dazu ragen die Stifte der Steckverbinder nach hinten aus der Trägerplatine heraus und können individuell verdrahtet werden. Andere Verbindungen (z. B. Betriebsspannungen) sind dagegen bereits als Leiterzüge ausgeführt.
Eine weitere Anwendung ist die Herstellung von Prototypen.
Die Wickeltechnik wird heute vor allem zur Verdrahtung von Federstiftadaptern für den In-Circuit-Test verwendet, vereinzelt auch für anwenderspezifische Gerätekonfigurationen.

### Vor- und Nachteile

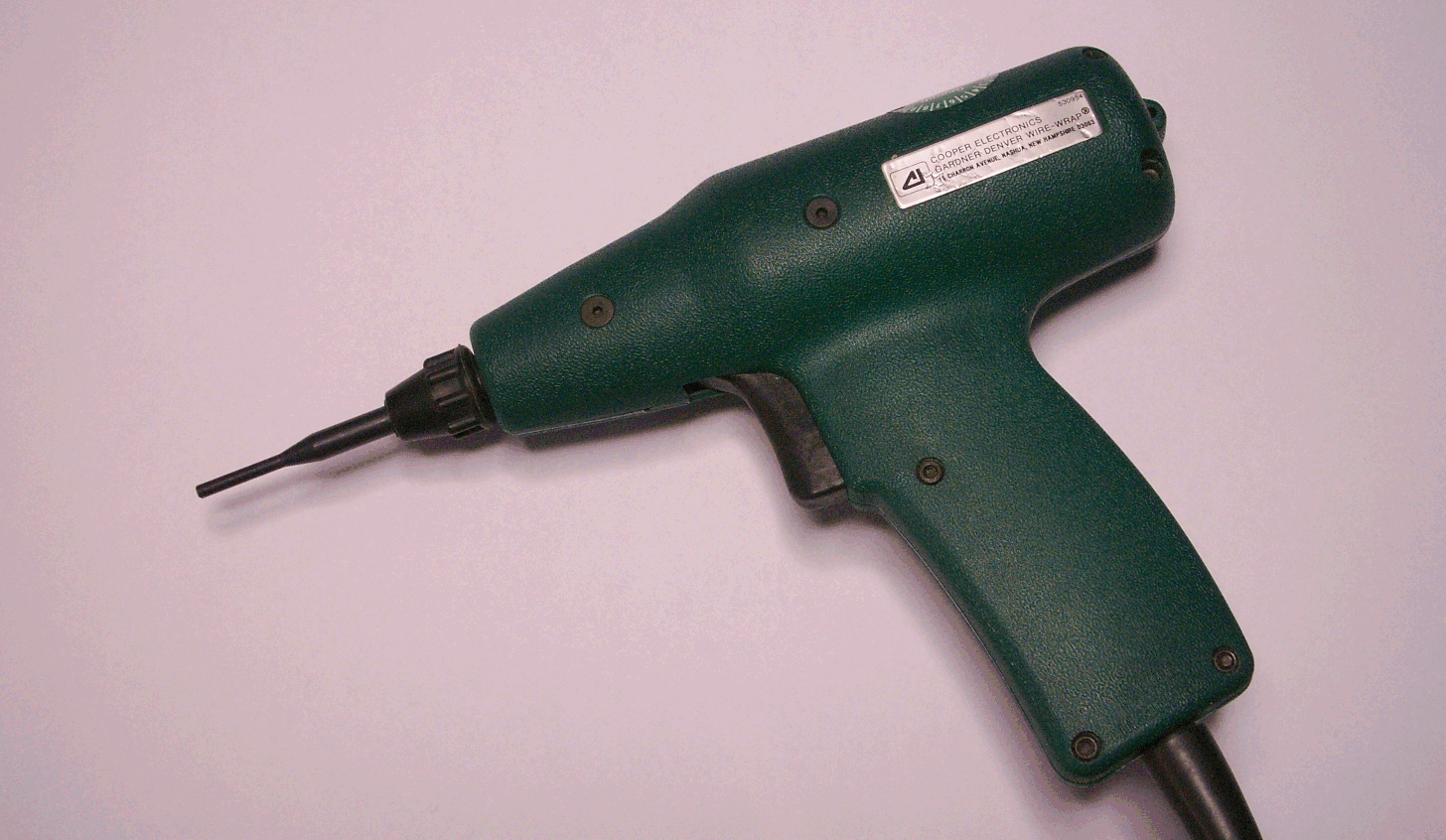
Die Wickelpistole, ein elektrisch angetriebenes Wickelwerkzeug

Mit diesem Verfahren wurden gegenüber einer herkömmlichen Verkabelung erhebliche Vorteile erreicht: Das Löten entfiel, statt vorgefertigter Kabel konnte einfach Draht von der Rolle genommen werden, und am Verteiler wurde eine wesentlich höhere Packungsdichte erreicht, so dass dieser nun kleiner und kostengünstiger gefertigt werden konnte.
Wickeln mit Pistole ist schneller als Löten und zudem wesentlich zuverlässiger: das Problem kalter Lötstellen entfällt, das Risiko der Isolierstoffverletzung benachbarter Drähte durch Hitzeeinwirkung ebenfalls.
Nachteile sind die fehlende Automatisierbarkeit und somit der große Aufwand an Handarbeit sowie die oben erwähnte mechanische Unzuverlässigkeit sowohl des Drahtes als auch des Pfostens beim Ändern einer Verbindung.
Bei Feuchtigkeit wird nach einigen Jahren manchmal Spaltkorrosion beobachtet, die Kaltschweißverbindung korrodiert. Übergangswiderstände Stift-Draht über 100 Ohm und auch Unterbrechungen wurden beobachtet. Reinigung ist in solchen Fällen zwecklos. Eine Reparatur ist aber durch manuelles Weichlöten möglich. Statt jede Stelle durchzumessen, können alle Wraps nachgelötet werden. Bei einem großen Feld bedeutet das einen hohen Zeitaufwand, danach sind die Verbindungen aber wieder in Ordnung.
Das gilt so aber nur für die Anwendung auf Platinen. In Verteilern der Fernmeldetechnik wird im Fehlerfall neu gewrappt. Wenn kein Drahtvorrat vorhanden ist, wird ein neuer Draht eingezogen. Auf keinen Fall wird gelötet, da nachgelötete Verbindungen nicht umschaltbar sind.

## Werkzeuge und Einzelheiten
Eine vollautomatische Wickelpistole führt alle nötigen Arbeiten aus: Abisolieren, Wickeln, Draht abtrennen. Daneben gibt es auch einfache Wickelpistolen, die nur wickeln, aber nicht abisolieren und nach dem Wickeln abschneiden.
Neben der Wickelpistole gibt es auch Handwickeldorne. Sie haben eine ähnliche Form wie die Maschineneinsätze, jedoch einen Handgriff. Die Weiterentwicklung waren mechanische Wickelwerkzeuge ohne Motor, die mittels eines ratschenartigen Pistolengriffes bedient werden und dadurch eine Drehbewegung ausführen. Der Vorteil dieser Werkzeuge liegt darin, dass man sie an Orten ohne Stromversorgung einsetzen kann. Nachteilig ist, dass man die Adern von Hand auf die richtige Länge kürzen und mit dem Spezialwerkzeug abisolieren muss.
Die Kabelader wird üblicherweise im Uhrzeigersinn um den Vierkantstift gewickelt. Mit dem Handwickeldorn ist es auch möglich, die Ader andersherum um den Stift zu wickeln. Dann lässt sie sich jedoch nicht wieder mit dem Entwrapper lösen, weil dieser eine linksgedrehte Hohlwendel bzw. Kralle eingearbeitet hat (auf dem Bild nicht klar zu erkennen.)

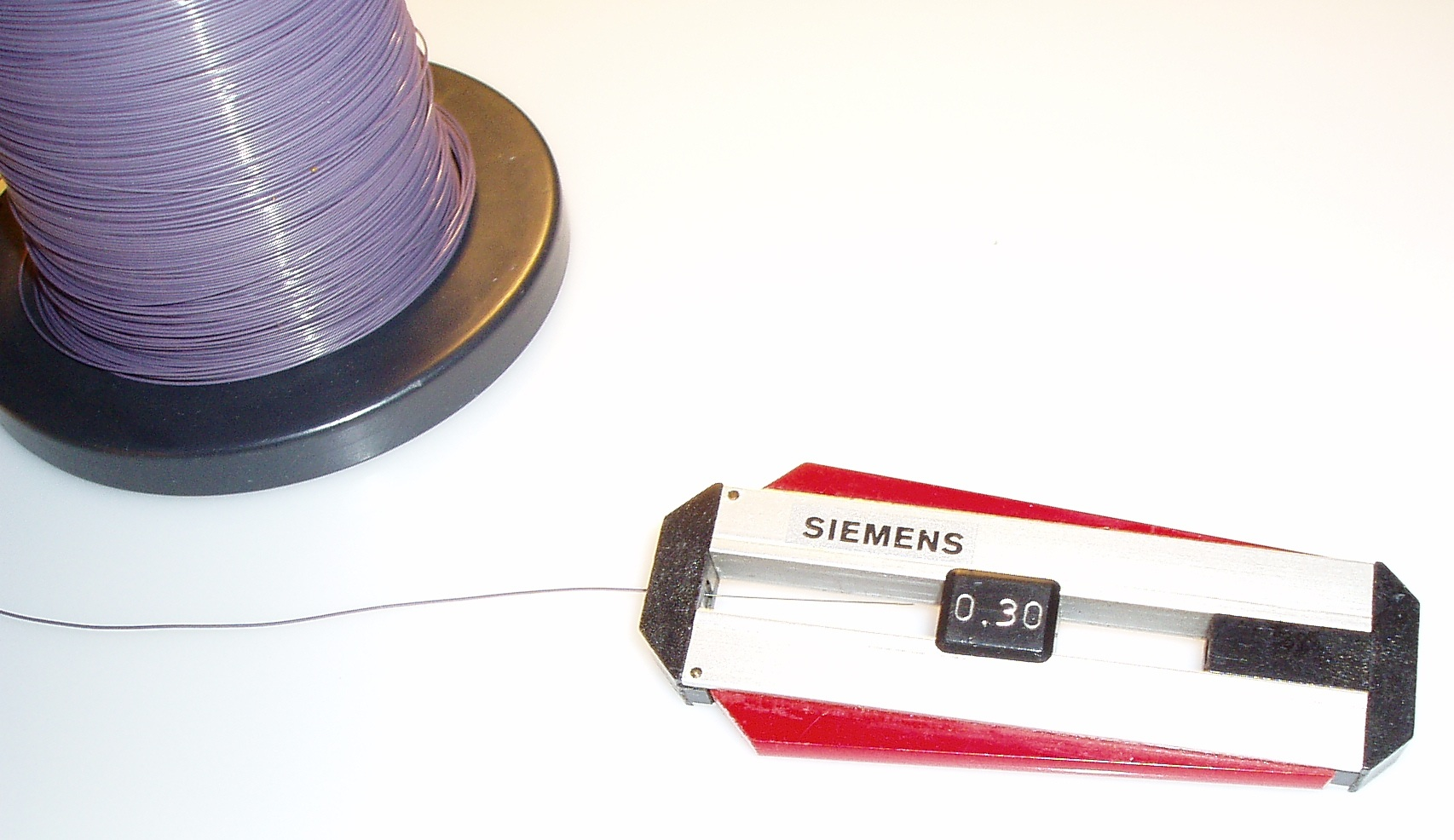
Werkzeug zum Abisolieren des Drahtes vor dem Wickeln
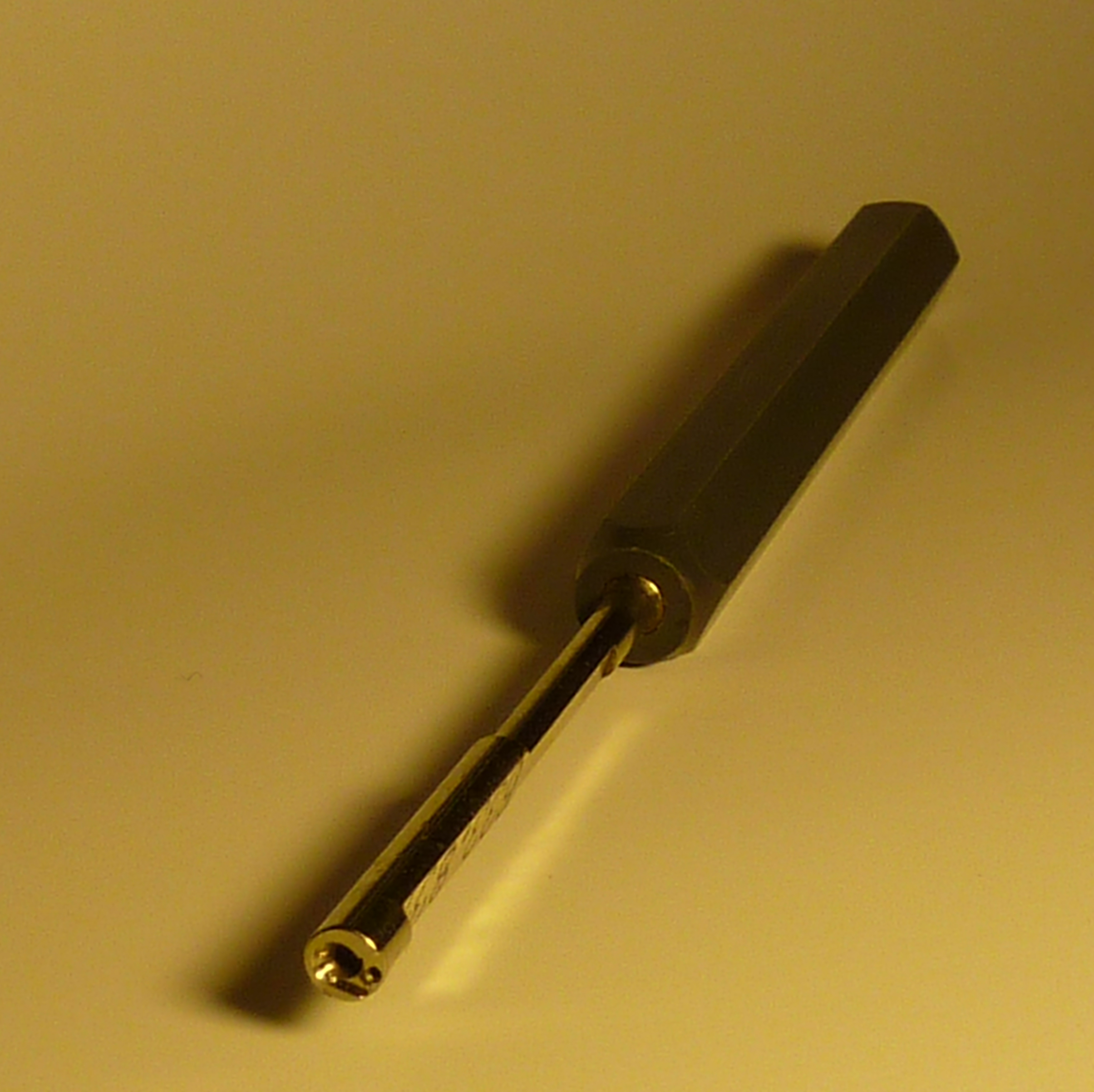
Werkzeug zum Lösen „von Hand“ von Wrapverbindungen
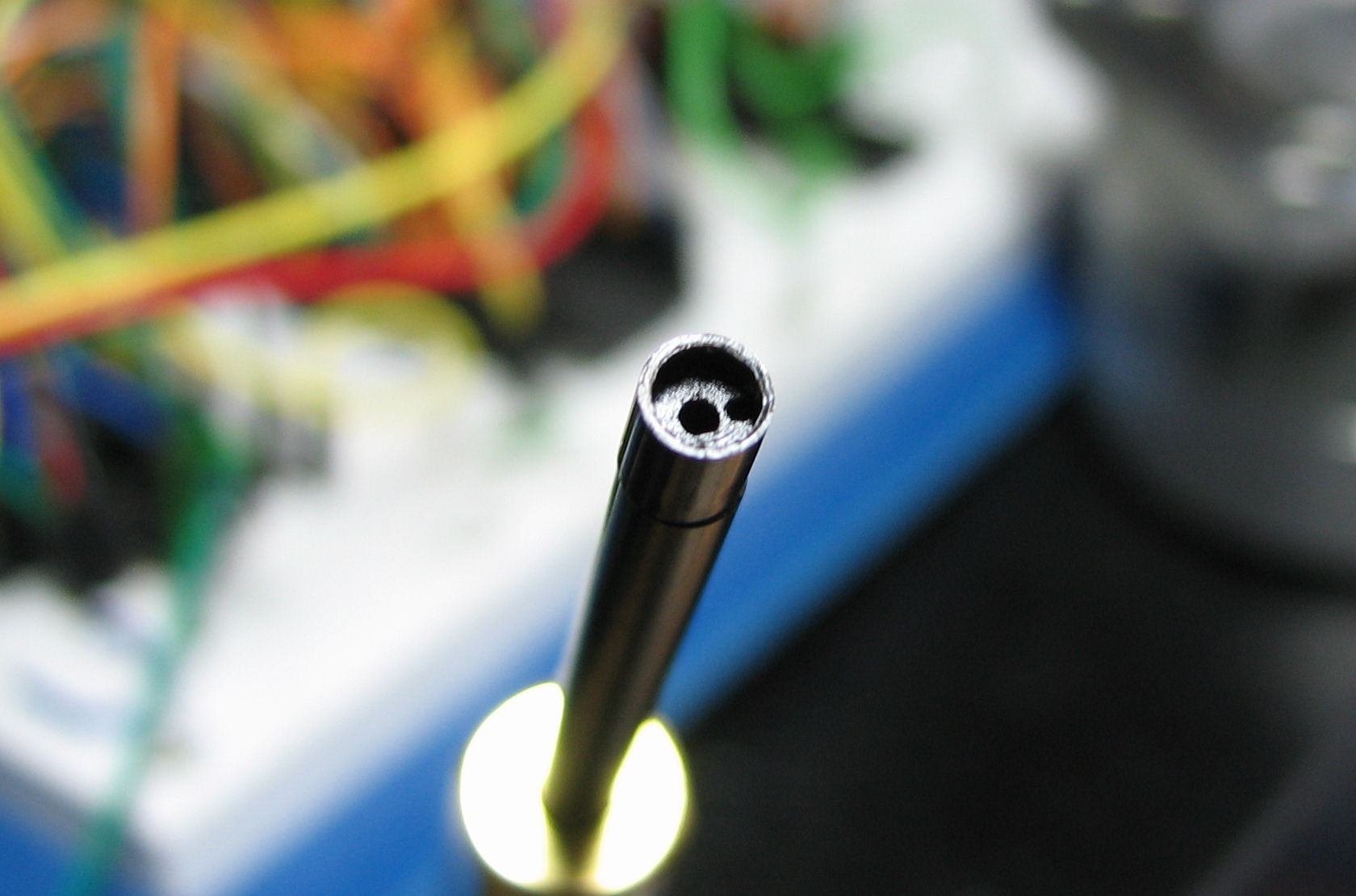
Der abisolierte Draht wird bis zum Anschlag der Isolierung in das exzentrisch liegende Loch eingeführt, dann wird das Werkzeug mit dem zentrischen Loch auf den Wickelpfosten aufgesetzt.